# Bibcode
Bibcode jest oznaka (kôd) koji se koristi u više astronomskih sustava podataka za navođenje izvora. Bibcode je razvijen i koristi se u bazama podataka SIMBAD i NASA/IPAC (NED). Koristi se i u NASA-inom astrofizičkom sustavu podataka.

Oznaka ima fiksnu duljinu od 19 slova ili brojeva sljedećega oblika:
Slova YYYY predstavljaju četiri broja godine objave izvora, a JJJJJ označava mjesto objavljivanja.
U slučaju članaka u publikacijama, VVVV je broj sveska, M je indikator odjeljka publikacije gdje je izvor objavljen (npr. L je odjeljak za pisma), PPPP je broj početne stranice i A je prvo slovo prezimena prvog autora. Točke (.) se koriste za popunjavanje neiskorištenih polja kako bi duljina oznake bila fiksna. Ispunjava se s desna u kodu publikacije, a s lijeva za broj sveska i stranice.

## Primjeri
| Bibcode             | Referenca |
| ------------------- | --- |
| 1974AJ.....79..819H | Heintz, W. D. 1974. Astrometric study of four visual binaries. The Astronomical Journal. 79: 819–825. Bibcode:1974AJ.....79..819H. doi:10.1086/111614                                                                               |
| 1924MNRAS..84..308E | Eddington, A. S. 1924. On the relation between the masses and luminosities of the stars. Monthly Notices of the Royal Astronomical Society. 84 (5): 308–332. Bibcode:1924MNRAS..84..308E. doi:10.1093/mnras/84.5.308                |
| 1970ApJ...161L..77K | Kemp, J. C.; Swedlund, J. B.; Landstreet, J. D.; Angel, J. R. P. 1970. Discovery of circularly polarized light from a white dwarf. The Astrophysical Journal Letters. 161: L77–L79. Bibcode:1970ApJ...161L..77K. doi:10.1086/180574 |
| 2004PhRvL..93o0801M | Mukherjee, M.; Kellerbauer, A.; Beck, D.; i dr. 2004. The Mass of 22Mg (PDF). Physical Review Letters. 93 (15): 150801. Bibcode:2004PhRvL..93o0801M. doi:10.1103/PhysRevLett.93.150801                                              |